# Szukacz gwiazd

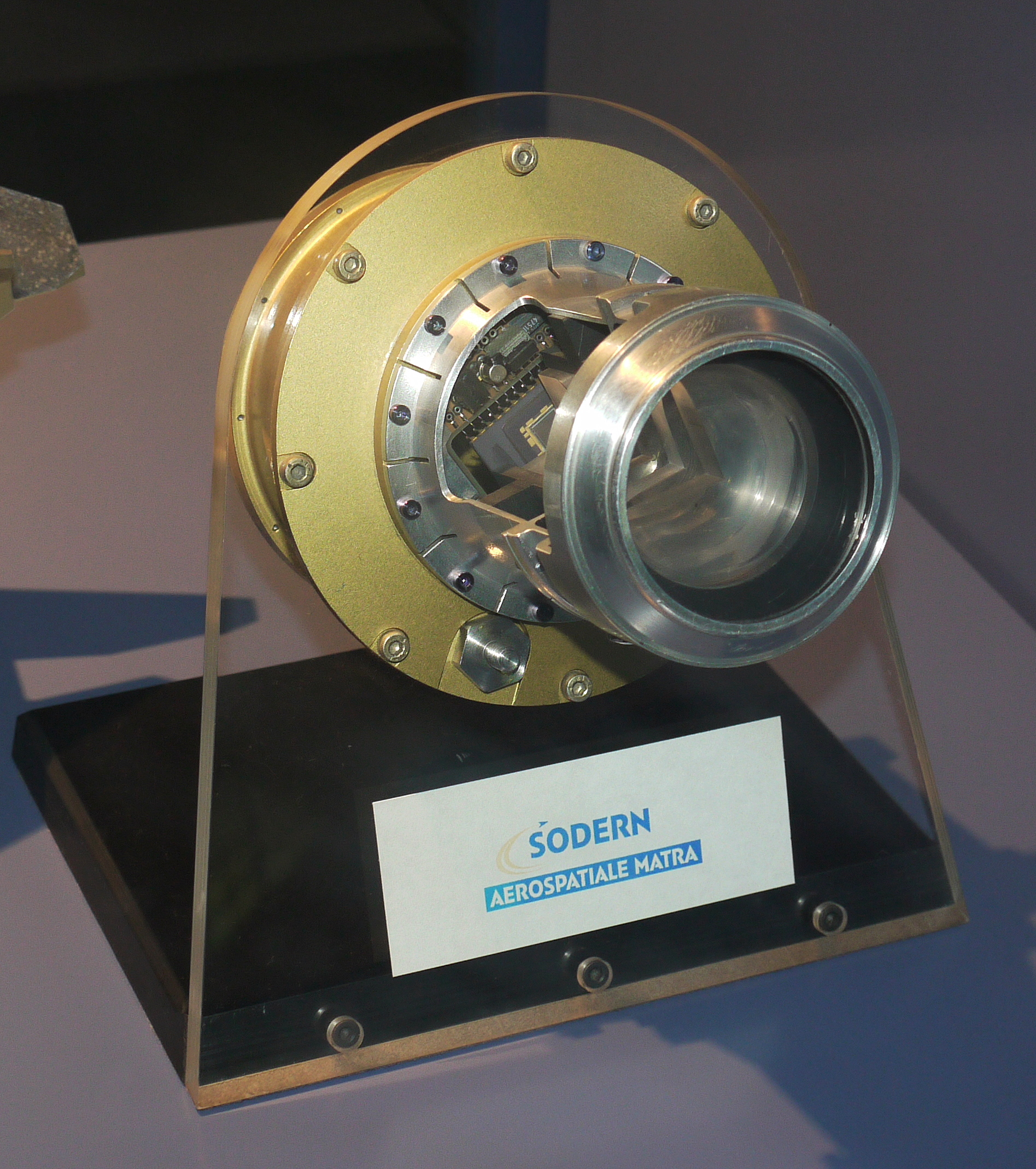
Głowica optyczna szukacza gwiazd z rosyjskiego satelity Granat

Szukacz gwiazd – urządzenie określające orientację statku kosmicznego. 
Szukacz składa się z cyfrowego aparatu fotograficznego i komputera, który porównuje uzyskane obrazy z wgraną do jego pamięci mapą nieba, zawierającą od kilkudziesięciu do kilku tysięcy gwiazd. Komputer dokonuje identyfikacji gwiazd i porównuje uzyskany obraz z mapą, wyznaczając w ten sposób orientację statku kosmicznego.  
Dokładność urządzenia jest rzędu kilku-kilkunastu sekund kątowych. Pomiary wykonywane są kilka razy na sekundę.  
Pole widzenia aparatu wynosi zazwyczaj kilkanaście stopni.  
Szukacz gwiazd może też być wykorzystany do robienia fotografii. 